# Marielundskyrkan
Marielundskyrkan är en kyrka i Östersunds församling i Härnösands stift. Kyrkan är belägen i stadsdelen Odenslund i södra utkanten av Östersunds centralare delar. Marielundskyrkan är en treskeppig basilika, byggd i trä. Kyrkorummet är likaledes treskeppigt med valv och väggar klädda med blålaserad furupanel.
Kyrkans altarsilver och dopfunt är tillverkade av silversmed Kerstin Öhlin-Lejonklou. Planeringen av den nya kyrkan i bostadsområdet Marielund inleddes 1964. Året därpå inköptes tomtmark för ändamålet. Kyrkan uppfördes efter ritningar av arkitekt Tore Virke och stod klar 1969. Arkitektens strävan var att ge träkyrkan en enkel och vardaglig karaktär som kan stå i kontrast till modernismen ”radikala formspråk”.